# كامبوسبينوسو (بافيا)
كامبوسبينوسو (بالإيطالية: Campospinoso)‏ هي بلدة تقع في مقاطعة بافيا بإقليم لومبارديا في شمال إيطاليا. تبلغ مساحة هذه المدينة 3.7 (كم²)، وترتفع عن سطح البحر م، بلغ عدد سكانها 800 نسمة في عام 2004 حسب إحصاء المعهد الوطني للإحصاء.